# Świadkowie Jehowy w Chile
Świadkowie Jehowy w Chile – społeczność wyznaniowa w Chile, należąca do ogólnoświatowej wspólnoty Świadków Jehowy, licząca w 2023 roku 87 175 głosicieli, należących do 964 zborów. Na dorocznej uroczystości Wieczerzy Pańskiej w 2023 roku zgromadziły się 192 704 osoby. Działalność miejscowych głosicieli koordynuje Biuro Oddziału w Puente Alto.

## Historia

### Początki
W roku 1919 na tereny Chile dotarły pierwsze publikacje Towarzystwa Strażnica. 8 września 1924 roku George Young rozpoczął powadzić działalność kaznodziejską w Chile, m.in. w Punta Arenas nad Cieśniną Magellana.
30 kwietnia 1930 roku regularną działalność kaznodziejską w tym kraju rozpoczął Richard Traub, głosiciel pochodzący z Argentyny. 13 lutego 1931 roku Juan Muñiz, sługa Biura Oddziału w Argentynie, przeprowadził pierwszy chrzest w Chile; ochrzczonych zostało 8 osób, a następne 5 osób przyjęło chrzest w kolejnych miesiącach. W roku 1932 na terenie Chile rozpowszechnili oni 40 000 egzemplarzy broszury Królestwo Boże – nadzieja świata. W lutym 1936 z Kolumbii przybyła jedna z pierwszych pionierek, pochodząca z Niemiec – Käthe Palm, która prowadziła działalność kaznodziejską na terenie całego kraju, docierając do osiedli górniczych i rancz. W Chile działało wówczas około 50 głosicieli.
W sierpniu 1944 roku w Santiago, na posesji przekazanej na ten cel przez jedną z miejscowych ochrzczonych głosicielek, powstała pierwsza Sala Królestwa w Chile. Po jej ukończeniu zorganizowano w niej pierwszy w Chile kongres.
W roku 1945 przybyło pierwszych 10 misjonarzy, absolwentów Biblijnej Szkoły Strażnicy – Gilead, rozpoczynając działalność od najbardziej wysuniętego na północ miasta Arica, przez najbardziej wysunięte na południe miasto Punta Arenas aż po Ziemię Ognistą. Zanotowano wówczas liczbę 65 głosicieli, a na Pamiątce obecne były 103 osoby. W tym też roku przybyli do Chile z wizytą przedstawiciele Towarzystwa Strażnica Nathan H. Knorr i Frederick W. Franz – z ich przemówienia skorzystało 340 słuchaczy, a liczba głosicieli wynosiła wtedy 83 osoby.
W 1945 roku otwarto w Chile pierwsze Biuro Oddziału, w którym usługiwali pierwsi absolwenci Szkoły Gilead przybyli do Chile, Joseph Ferrari i Albert Mann. Wcześniej nadzór nad działalnością w Chile sprawowało argentyńskie Biuro Oddziału. Joseph Ferrari został sługą oddziału, a Albert Mann w lipcu 1946 roku został pierwszym nadzorcą obwodu w Chile, na który składało się 9 zborów, skupiających 93 głosicieli. W 1946 roku zanotowano liczbę 93 głosicieli, a rok później – 137. W roku 1949 do Chile ponownie przybył Nathan H. Knorr. Ze względu na stan zdrowia w 1949 roku Joseph Ferrari został skierowany do pomocy w działalności głoszenia w Concepción, a sługą oddziału przez kolejne 10 lat został Albert Mann. Niedługo potem Biuro Oddziału oraz dom misjonarski przeniesiono na Moneda Street, bliżej centrum Santiago, kilka przecznic od dzielnicy biznesowej.

### Legalizacja i rozwój działalności
W 1955 roku liczba głosicieli przekroczyła 1000 osób. W roku 1960 podjęto kroki, by zarejestrować działalność Świadków Jehowy w Chile. 29 września 1960 roku Świadkowie Jehowy w Chile zostali prawnie zarejestrowani jako „Comunidad Religiosa Testigos de Jehová” (Religijna Wspólnota Świadków Jehowy). Osiągnięto wówczas liczbę 2000 głosicieli, a liczba obecnych na uroczystości Wieczerzy Pańskiej w 1960 roku osiągnęła 5995 osób. W 1965 roku działało 3370 głosicieli. Na początku 1967 roku w stolicy kraju odbył się kongres międzynarodowy pod hasłem „Synowie Boży – synami wolności” z udziałem 7693 obecnych, na którym 441 osób zostało ochrzczonych. W kraju działało 3888 głosicieli.

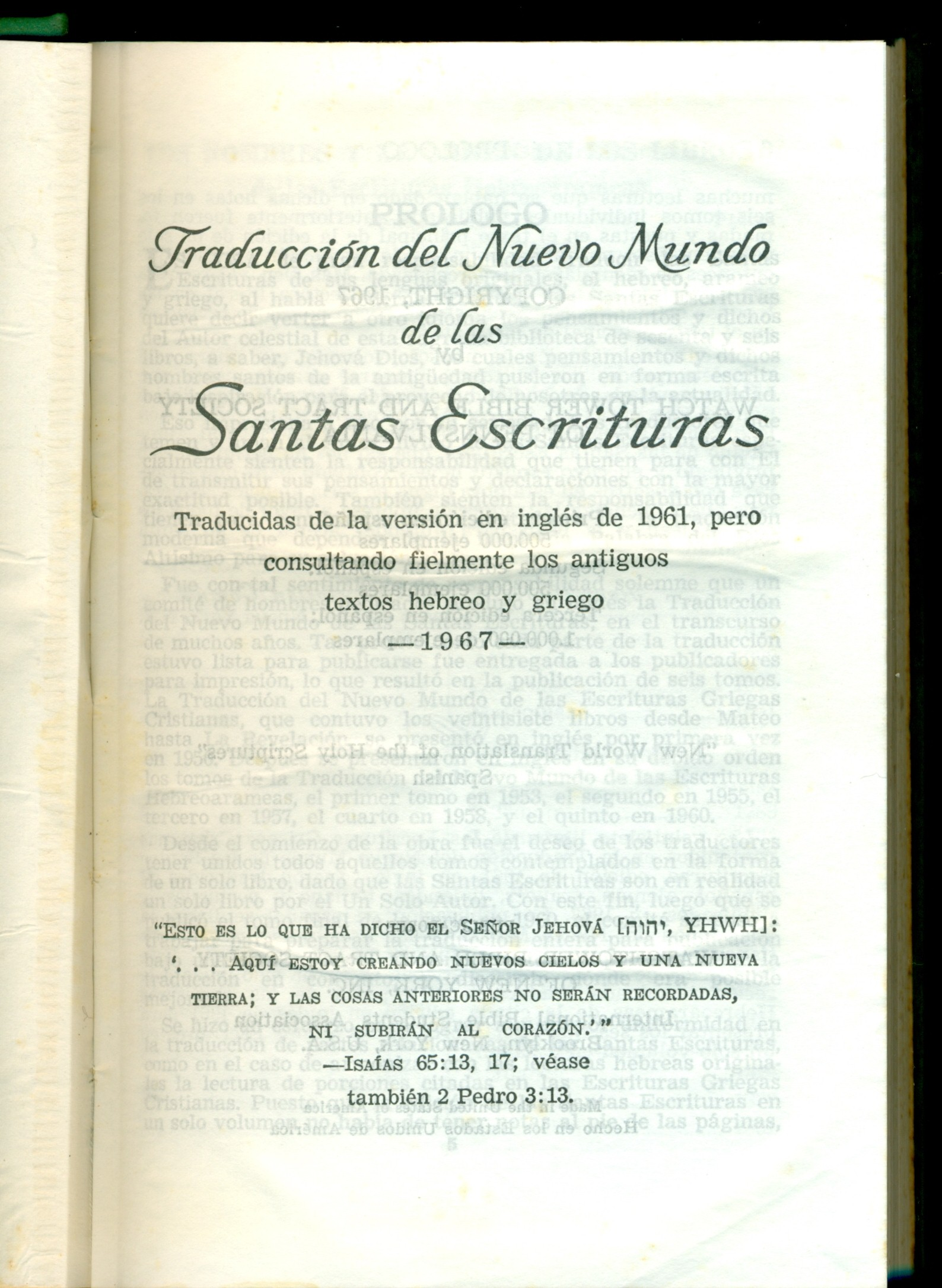
Pismo Święte w Przekładzie Nowego Świata (wyd. hiszpańskojęzyczne z 1967)

W grudniu 1968 roku po raz kolejny Chile odwiedził Nathan Knorr, by wybrać miejsce nadające się na budowę nowych obiektów Biura Oddziału. Wybrano lokalizację w spokojnej dzielnicy mieszkalnej. Budowa rozpoczęła się w sierpniu 1969 roku, a 21 listopada 1970 roku uroczyście oddano do użytku większą siedzibę Biura Oddziału. Liczba głosicieli w kraju osiągnęła 7000.
W roku 1973 rozpoczął się w Chile czas niepokojów politycznych. W październiku tego samego roku w kraju działało 10 119 głosicieli. Wprowadzono zakaz organizowania większych zgromadzeń. Uzyskano jednak zgodę na zorganizowanie na stadionie Santa Laura w Santiago kongresu międzynarodowego pod hasłem „Boskie zwycięstwo”. Obecnych na nim było 21 321 osób, a 1502 osoby przyjęły chrzest. W roku 1974 działało w Chile 10 962 głosicieli.
W roku 1978 w kongresie pod hasłem „Zwycięska wiara” w Chile uczestniczyło 23 839 osób. W 1979 roku Chile odwiedził Milton George Henschel.
Pod koniec lat 70. XX wieku działalność kaznodziejską rozpoczęto na wyspie Robinson Crusoe. Działalność ewangelizacyjna prowadzona jest również na Wyspie Wielkanocnej. Rok później w Chile przekroczono liczbę 15 000 głosicieli.
Ze względu na wzrost liczby głosicieli potrzebne były nowe obiekty Biura Oddziału. W tym celu wybrano lokalizację w Puente Alto, w południowej części aglomeracji Santiago. Budowę rozpoczęto w 1984 roku, a uroczyste oddanie obiektów do użytku nastąpiło w roku 1986, z udziałem członka Ciała Kierowniczego Świadków Jehowy, Alberta D. Schroedera. W 1987 roku przekroczono liczbę 30 000 głosicieli.
W 1991 roku zorganizowano pomoc humanitarną dla ofiar osuwisk błotnych. W 1997 roku zorganizowano pomoc humanitarną dla ofiar trzęsienia ziemi i powodzi. W 1993 roku na kongresie międzynarodowym pod hasłem „Pouczani przez Boga” było ponad 80 000 obecnych, w tym delegacje z 24 krajów. Dwa lata później przekroczono liczbę 50 000 głosicieli. Począwszy od 1993 roku zorganizowano 60 klas szkolenia biblijnego, najpierw w ramach Kursu Biblijnego dla Braci, a później Kursu Biblijnego dla Małżeństw i Kursu dla Ewangelizatorów Królestwa.

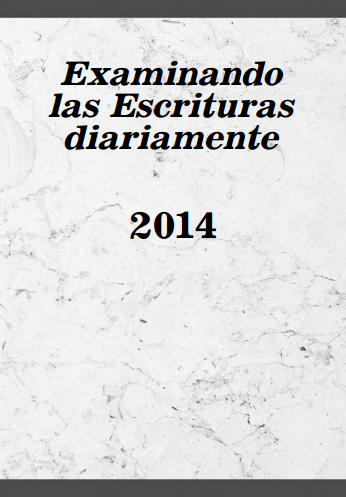
Jedna z publikacji Świadków Jehowy w języku hiszpańskim

W 1998 roku oddano do użytku Salę Zgromadzeń w El Trébol. W roku 2003 Sala w El Trébol została przebudowana, dzięki czemu może pomieścić 10 000 osób, otwarto także Salę Zgromadzeń w Santiago. W tym samym, 2003 roku odbył się kongres międzynarodowy pod hasłem „Oddajcie chwałę Bogu” z udziałem ponad 104 000 osób.
W 2008 roku zanotowano liczbę 71 715 głosicieli. Od 12 do 15 listopada 2009 roku odbył się kongres międzynarodowy pod hasłem „Czuwajcie!”; dwa kongresy odbyły się w Santiago (ponad 75 tysięcy obecnych), jeden w Viña del Mar oraz w Concepción. Uczestniczyło w nich ogółem 114 792 osób, w tym delegacje z 23 krajów. Pod koniec roku 2009 do kraju dotarli kolejni misjonarze, ze 127 klasy Szkoły Gilead. W lutym 2010 roku zorganizowano pomoc humanitarną głównie dla współwyznawców dotkniętych trzęsieniem ziemi. Na uroczystości Pamiątki zebrało się wówczas 178 844 osób.
W 2007 roku rozpoczęto rozbudowę Biura Oddziału, a 16 października 2010 roku odbyła się uroczystość otwarcia tego obiektu, w której uczestniczył członek Ciała Kierowniczego David Splane. W kwietniu 2014 roku zorganizowano pomoc humanitarną dla współwyznawców dotkniętych przez pożar w Valparaíso. W marcu 2015 roku udzielono pomocy osobom poszkodowanym przez powodzie i lawiny błotne, które zniszczyły siedem domów i jedną Salę Królestwa, a dziesiątki domów i dwie Sale należące do Świadków Jehowy uszkodziły.
W marcu 2015 roku ze specjalnego programu przeprowadzonego z okazji wizyty przedstawiciela Biura Głównego Świadków Jehowy skorzystało 97 809 osób.

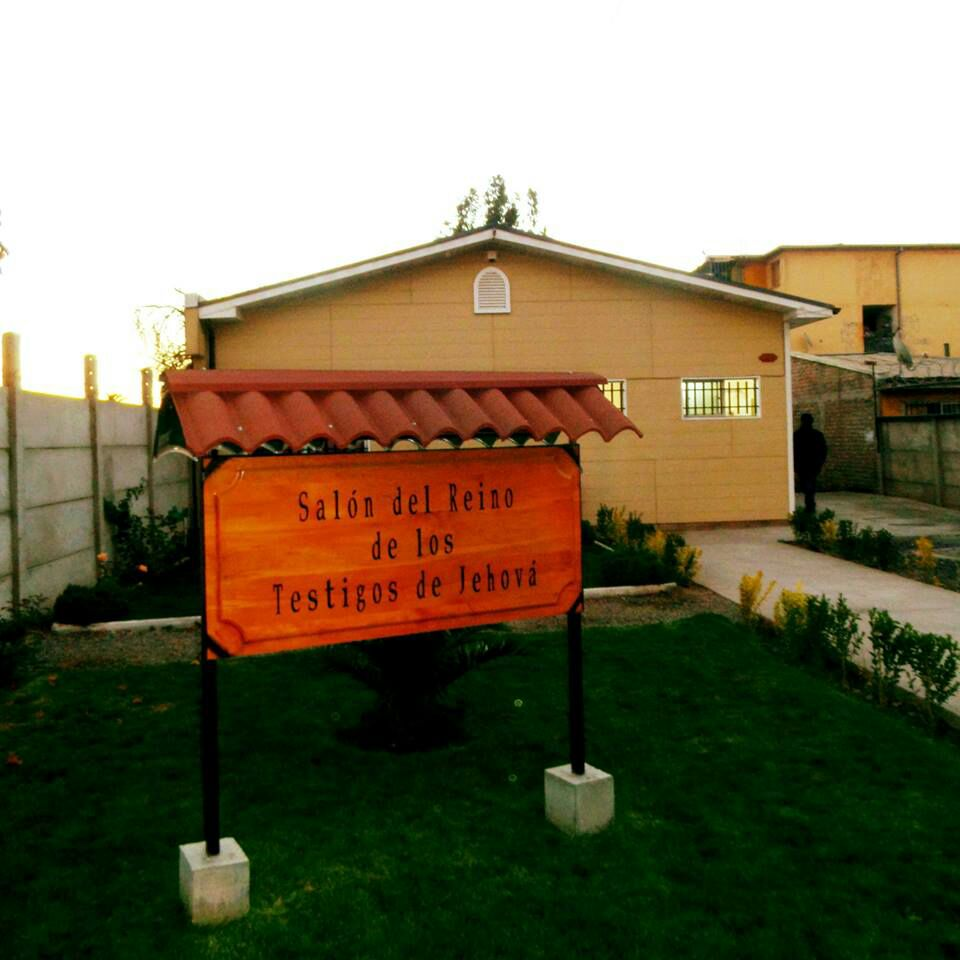
Jedna z Sal Królestwa w Chile (w Santiago)

W dniach od 9 do 11 grudnia 2016 roku w Santiago odbył się kongres specjalny pod hasłem „Lojalnie trwajmy przy Jehowie!” z udziałem zagranicznych delegatów z Argentyny, Paragwaju, Urugwaju i Stanów Zjednoczonych.
W styczniu 2017 roku zorganizowano pomoc humanitarną dla współwyznawców dotkniętych przez pożary lasów w środkowej i południowej części kraju.
W dniach od 27 do 29 października 2017 roku delegaci z Chile wzięli udział w kongresie specjalnym pod hasłem „Nie poddawaj się!” w boliwijskim mieście Cochabamba, w listopadzie 2018 roku w kongresie specjalnym pod hasłem „Bądź odważny!” w peruwiańskiej Limie, a w 2019 roku w kongresie międzynarodowym pod hasłem „Miłość nigdy nie zawodzi!” w Argentynie, Ekwadorze, Południowej Afryce i Stanach Zjednoczonych.
13 grudnia 2019 roku Sąd Najwyższy Chile, unieważnił wyrok sądu niższej instancji i orzekł na korzyść Polonii Ríos, pacjentki będącej Świadkiem Jehowy, która z powodu przekonań religijnych odmawiała przyjęcia transfuzji krwi podczas planowanego zabiegu. Szpital przez trzy lata odmawiał wykonania operacji, co w swej decyzji Sąd Najwyższy uznał za bezzasadne, w sytuacji gdy jest możliwość wykonania zabiegu bez transfuzji krwi. Świadkowie Jehowy z Chile prowadzą też działalność w Villa Las Estrellas na Antarktydzie.
W związku z pandemią COVID-19 Komitetów Pomocy Doraźnej rozpoczął dystrybucję żywności dla potrzebujących.
W 2021 roku zanotowano liczbę 87 144 głosicieli, a na uroczystości Wieczerzy Pańskiej zgromadziło się 268 126 osób.
5 czerwca 2022 roku Jason Reed z chilijskiego Komitetu Oddziału ogłosił wydanie Chrześcijańskich Pism Greckich w Przekładzie Nowego Świata (Nowego Testamentu) w języku mapucze (mapudungun). Z programu skorzystało około 800 osób. Językiem tym posługuje się około 580 głosicieli w Chile oraz 12 w Argentynie. Istnieje 19 zborów języka mapucze i 4, w których używa się pokrewnego języka — chedungun. Z tego przekładu będą mogli korzystać głosiciele ze wszystkich tych zborów. Pierwsze zorganizowane próby dotarcia do osób posługujących się językiem mapucze podjęto w 2007 roku. W roku 2009 została wydana w tym języku pierwsza publikacja biblijna. W Chile pierwszy zbór języka mapucze powstał w 2010 roku.
W lutym 2023 roku zorganizowano pomoc humanitarną dla poszkodowanych przez pożary w środkowym Chile.
We wrześniu i październiku 2024 roku w Santiago zorganizowano dwa kongresy specjalne pod hasłem „Głośmy dobrą nowinę!”, w których udział wzięło również ponad 4700 delegatów z 21 krajów. Łączna liczba obecnych wyniosła ponad 17 tysięcy osób, a ochrzczono 123 osoby. W tym samym roku delegacje z Chile wzięły udział w kongresach specjalnych w Paragwaju i w Stanach Zjednoczonych.
Kongresy są organizowane w językach: hiszpańskim, angielskim, chilijskim migowym, chińskim, koreańskim, kreolskim (Haiti), mapucze i portugalskim. Biuro Oddziału nadzoruje tłumaczenia na chilijski język migowy, mapudungun i pewenche (języki używane na południu Chile), jak również na język rapanui (używany na Wyspie Wielkanocnej, tam też znajduje się — otwarte w 2016 roku — Biuro Tłumaczeń tego języka).
Zbory Świadków Jehowy zgromadzają się w 582 Salach Królestwa i przeprowadzają zebrania zborowe w 24 językach (m.in. w hiszpańskim, ajmara, angielskim, chilijskim migowym, chińskim (mandaryński, kantoński), keczua (Cuzco), keczua (lmbabura), koreańskim, kreolskim (Haiti), mapucze, niemieckim, portugalskim, rapanui, romani (Chile) i włoskim).